# Myiopharus atra
Myiopharus atra är en tvåvingeart som först beskrevs av Townsend 1927.  Myiopharus atra ingår i släktet Myiopharus och familjen parasitflugor. Inga underarter finns listade i Catalogue of Life.